# Fighting Hawk
Fighting Hawk (ファイティングホーク?, Faitingu Hōku) è uno sparatutto a scorrimento verticale per arcade edito dalla Taito nel 1989.
È incluso esclusivamente nella raccolta per PlayStation 2 Taito Memories II Jōkan, uscita nel 2007 solo in Giappone.

## Modalità di gioco
Il giocatore controlla l'aereo Falcon utilizzando il joystick per muoverlo sia in direzione verticale che orizzontale attraverso sei livelli. Durante i livelli, bisogna affrontare una varietà di nemici, tra cui carri armati, navi da guerra, elicotteri e altri aerei. Il Falcon è dotato di una mitragliatrice che spara colpi per eliminare i bersagli sullo schermo e può anche lanciare missili intelligenti che seguono i nemici, aumentando così l'efficacia degli attacchi contro gruppi avversari. Per evitare i colpi nemici, il giocatore può semplicemente spostare l'aereo in un'altra direzione dello schermo. Tuttavia, se il Falcon viene colpito tre volte, il giocatore perderà una vita; se non ha più crediti disponibili, il gioco terminerà. L'obiettivo principale è completare tutti i livelli sconfiggendo i nemici e accumulando punti. Inoltre, distruggendo determinati avversari, è possibile recuperare medaglie che incrementano il punteggio totale come bonus. Infine, nel gioco è presente un solo boss, che appare al termine dell'ultimo livello.

## Accoglienza
In Giappone, la rivista Game Machine elencò Fighting Hawk nel numero del 1º maggio 1989 come la sesta unità arcade di maggior successo del mese.